# غلام محمد
سر مالک غلام محمد CIE (اردو: ملک غلام محمد; 6) اولین وزیر اقتصاد و سومین فرماندار کل پاکستان پس از استقلال این کشور بود.